# Serruria florida
Serruria florida,  es una especie de arbusto   perteneciente a la familia  Proteaceae. Es originaria de Sudáfrica.

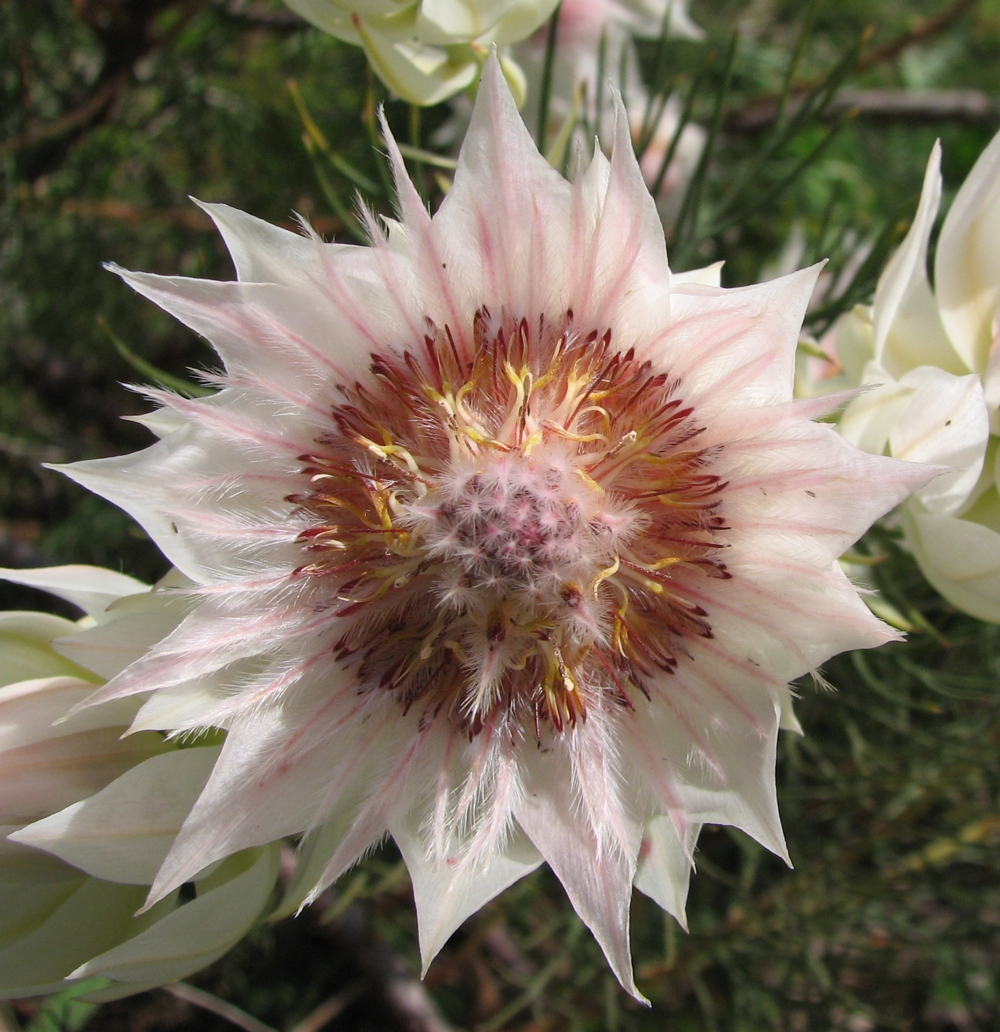
Detalle de la flor

## Descripción
Serruria florida es un arbusto con tallo único, erecto, de hoja perenne, con un tamaño de 0,8-1,5 x 0,5 m. Los tallos florales se ramifican desde el tronco principal  y terminan en yemas florales terminales. Produce flores de color rosa. Florece de julio a octubre y produce frutos secos, como las semillas que se liberan alrededor de dos meses más tarde. Es una de las especies de Proteaceae de más rápido crecimiento y las plantas adultas comienzan a morir después de unos veinte años.
Esta especie está en peligro crítico, ya que se ve amenazada por las especies exóticas invasoras, tales como Hakea y pinos. Con demasiada frecuencia los incendios son una amenaza fundamental para el resto de las poblaciones silvestres, como las plantas inmaduras, ya que no se les da el tiempo suficiente para producir semillas que van a rejuvenecer el banco de semillas bajo tierra.

## Distribución y hábitat
Serruria Florida se produce naturalmente en Franschhoek cerca de la Hottentots Holland Nature Reserve. Crece en laderas de las montañas en suelos derivados de granito, que se encuentra por debajo de los suelos de piedra arenisca típica del Grupo de la Montaña de la Mesa.

## Ecología
Estas hermosas flores son polinizadas por insectos. Las semillas son liberadas y dispersadas por las hormigas en sus nidos subterráneos, que forman el banco de semillas. Es una de las especies del fynbos que es altamente dependiente de un ecosistema de fuego. Las plantas madres pueden morir en un incendio y solo sobreviven las semillas para formar la próxima generación. Las semillas solo germinan después de producirse el fuego. Los incendios demasiado frecuentes destruyen el banco de semillas naturales, ya que las plantas jóvenes requieren dos años antes de que sean lo suficientemente maduras como para producir las flores y la producción de nuevas semillas.

## Taxonomía
Serruria florida fue descrita por  Robert Brown  y publicado en Transactions of the Linnean Society of London 10(1): 126. 1810
Etimología
Serruria el nombre del género fue nombrado en honor de J. Serrurier que fue profesor de Botánica de la Universidad de Utrecht, a principios del siglo XVIII.
El epíteto florida se refiere al significado libre del latín de floración o la producción de abundantes flores.